# 聖卡利克斯托
聖卡利克斯托（西班牙語：San Calixto），是哥倫比亞的城鎮，位於該國東北部北桑坦德省，始建於1945年1月14日，面積387平方公里，海拔高度1,677米，2005年人口9,837，人口密度每平方公里25.42人。